# Spasenija Babović
Spasenija Cana Babović (25. ožujka 1907. – 17. prosinca 1977.) je bila revolucionarka, sudionica Narodnooslobodilačke borbe, društveno-politička radnica (djelatnica) SFR Jugoslavije i SR Srbije, junakinja socijalističkog rada i narodna herojina Jugoslavije.
Spasenija se kao osamnaestogodišnja radnica uključila u radnički i sindikalni pokret. Zbog sudjelovanja u radničkim štrajkovima 1930-ih je više puta uhićivana. Godine 1937. je osuđena po antikomunističkom zakonu na dvije godine zatvora. Jedna je od organizatora ustanka u Srbiji 1941. Bila je zamjenica političkog komesara 2. proleterske brigade. Radila je na organiziranju žena u Narodnooslobodilačkom pokretu. Bila je članica Predsjedništva AVNOJ-a. Jedna je od najpoznatijih liderica AFŽ-a.
Nakon oslobođenja je obavljala odgovorne političke dužnosti: bila je ministrica-predsjednica Savjeta za narodno zdravlje i socijalnu politiku u Vladi Narodne Republike Srbije (1951). Nosilac je više odlikovanja i priznanja.

## Životopis

### Djetinjstvo i mladost
Rođena je kao Spasenija Ćuković 25. ožujka 1907. godine u Lazarevcu. Njezini roditelji Vasa i Stamena Ćuković (rođena Milovanović), osim Spasenije, imali su još troje djece: Životu, Boška i Radmilu. Otac joj je podrijetlom bio iz sela Radoinje, kod Nove Varoši i u Lazarevac je došao 1901. godine, gdje je otvorio pekarsko-mesarsku radnju. Bio je sudionik Prvoga i Drugoga balkanskog rata, 1912. – 1913. godine, a tijekom Prvoga svjetskog rata – bio je borac čuvene Drinske divizije. Iz rata se vratio tek u proljeće 1919. godine, poslije dužeg liječenja od tifusa u Bizerti (v. srbijanska vojska u Bizerti).
Tijekom boravka Spasenijinog oca u ratovima, brigu o obitelji je vodila njezina majka, sve do 1915. godine, kada se razboljela od tifusa i umrla. Poslije njezine smrti, Spasenijina braća, Života i Boško, bila su poslana u sirotište u Beograd, a Spasenija i njezina mlađa sestra Radmila su prešle kod tetke u selo Vreoce. Poslije očevog povratka, 1919. godine, one su se vratile u Lazarevac, dok su braća otišla na učenje zanata u Srbobran. U Lazarevcu je Spasenija, završila osnovnu (koju je zbog rata, više puta prekidala) i trogodišnju žensku zanatsko-industrijsku (obrtničko-industrijsku) školu. Nakon završetka škole, kratko vrijeme je radila u Lazarevcu, a onda je 1926. godine otišla u Beograd gdje je počela raditi kao tekstilna radnica.

### Članstvo u Komunističkoj partiji
Prva saznanja o Radničkom pokretu, Spasenija je dobila kao mlada radnica u Lazarevcu, sa starijim bratom Životom, koji je bio član radničkog Sportskog kluba „Radnik”. Po dolasku u Beograd, Cana je postala članica radničkog KUD Abrašević; stupila je u dodir s članovima tada ilegalnih komunističkih organizacija – Saveza komunističke omladine (SKOJ) i Komunističke partije Jugoslavije (KPJ). U travnju 1927. godine, Milorad Marković, tada član Pokrajinskog komiteta SKOJ-a za Srbiju, primio je Spaseniju Babović i njezinu prijateljicu i kolegicu Ružu Rašić, u članstvo Saveza komunističke omladine Jugoslavije. S njima u istoj skojevskoj ćeliji delovali su Pavle Kovačević, koji je bio sekretar (tajnik) ćelije, Josip Cazi, Ivan Brijaček i drugi.
Cana je tada stanovala u Braničevskoj ulici (danas u blizini Hrama svetog Save); u njezinom stanu su se često sastajali mnogi, tada partijski i skojevski, aktivisti – a kasnije poznati revolucionari: Aleksandar Ranković, Simo Miljuš, Stevan Čolović, Otokar Keršovani i dr. Aktivno je sudjelovala u svim akcijama, koje je u to vrijeme organizirao SKOJ i KPJ. Krajem 1928. godine, bila je prvi put uhićena i oko mjesec dana je provela u pritvoru u Upravi grada Beograda (v. Glavnjača). Poslije toga je bila izabrana za člana Reonskog komiteta SKOJ-a za Vračar i primljena u članstvo Komunističke partije Jugoslavije. Početkom 1929. godine postala je članica Pokrajinskog komiteta SKOJ-a za Srbiju, a u kolovozu iste godine na Pokrajinskoj konferenciji SKOJ-a za Srbiju (održana na Zvezdari; izabrana je u Tajništvo/Sekretarijat PK SKOJ-a za Srbiju). Tada je vrlo aktivno surađivala s Aleksandrom Rankovićem, Milošem Matijevićem, Stojanom Slavnićem, Ružicom Rašić i Viktorom Šterkom, koji su također bili članovi Sekreterijata.
U proljeće 1929. godine, Cana se udala za Ibrahima Babovića, mladog geometra i istaknutog člana požarevačke Partijske organizacije, koga je upoznala godinu dana ranije na jednoj zabavi povodom Kongresa prosvjetno-umjetničkih grupa Nezavisnih sindikata. Nakon udaje, Cana i Ibrahim su živjeli u Požarevcu, gdje je on radio kao službenik u Katastarskoj upravi.

### Revolucionarni rad

#### 1929. – 1934.
U prvim mjesecima, poslije donošenja Šestosiječanjske diktature, 1929. godine, bile su razbijene mnoge Partijske organizacije u čitavoj zemlji; najteže je prošla Partijska organizacija u Beogradu, gdje su uhićeni i mnogi članovi PK KPJ za Srbiju. U listopadu 1929. godine, po odluci Centralnog komiteta KPJ (CK KPJ), u Beograd je iz Požarevca upućen Ibrahim Babović sa zadatkom da pomogne Otokaru Keršovaniju u radu na obnavljanju Partijske organizacije Beograda. Također, njima dvojici je na pomoć bio upućen i specijalni delegat – instruktor CK KPJ Alojz Kocmur. U novoj policijskog provali, u veljači 1930. godine, bio je uhićen i Alojz Kocmur koji je policijskim isljednicima odao rad ostalih komunista. Tada su bili uhićeni Cana i Ibrahim, kao i Canina sestra Radmila i brat Života, a nešto kasnije i Otokar Keršovani.
Canin muž Ibrahim tada je strašno mučen u Upravi grada Beograda, a potom je izveden pred Državni sud za zaštitu države koji ga je u rujnu osudio na 12 godina zatvora (umro je od tuberkuloze u listopadu 1934. godine u srijemskomitrovačkom zatvoru). Cana, koja se tada nalazila pred porođajem, zbog nedostataka dokaza je kraće vrijeme držana u pritvoru a potom puštena na slobodu. Također, i Canina sestra i brat su prošli s manjim kaznama i ubrzo su pušteni. U svibnju 1930. godine Cana je rodila sina Vladimira, koga je u jesen 1933. poslala u SSSR gdje je boravio u internacionalnom dječjem domu u blizini Moskve (tamo su se nalazila djeca istaknutih revolucionara). Tamo je ostao sve do listopada 1944. godine, kada se vratio u Jugoslaviju.
Poslije uhićenja supruga, Cana je nastavila s Partijskim radom; ponovno je uhićena sredinom 1932. godine, nakon uhićenja Petka Miletića. Tada je, ponovno zbog nedostataka dokaza držana neko vrijeme u pritvoru, a potom puštena. Bila je protjerana u rodno mjesto, ali se ubrzo vratila u Beograd. U ovom razdoblju, tijekom razdoblja 1931. – 1933. godine, Partijska organizacija u Beogradu, bila je gotovo cijela razbijena; Cana je tada pripadala skupini komunista, koji su se u najvećoj ilegalnosti samoinicijativno okupljali i razvijali Partijski rad. Kada je u prosincu 1933. godine, Blagoje Parović dobio zadatak od CK KPJ da obnovi Partijsku organizaciju u Beogradu i Srbiji, on se u radu na tom zadatku najviše oslanjao na Canu Babović, Veselina Maslešu i još neke komuniste-studente s Beogradskoga sveučilišta. U siječnju 1934. godine obnovljen je rad Mjesnog komiteta KPJ za Beograd, a Cana je postala njegova članica. Za vrlo kratko vrijeme, Mjesni komitet je narastao na 13 Partijskih ćelija s osamdesetak članova; ubrzo je formiran i MK SKOJ-a. Vrlo aktivan Partijski rad, tada je prekinula nova policijska provala u srpnju kada je uhićen velik broj članova KPJ i SKOJ-a. Cana je tada izbjegla uhićenje i živjela je u strogoj ilegalnosti, sve do kolovoza kada je po odluci CK KPJ upućena u Sovjetski Savez na školovanje.

#### 1934. – 1937.
U kolovozu 1934. godine, odlukom Centralnog komiteta KP Jugoslavije, Cana je bila određena da ide u Sovjetski Savez na školovanje u Međunarodnu lenjinsku školu. Ovu odluku joj je saopćio Blagoje Parović, a putovnicu i druge putne isprave joj je nabavio skladatelj Vojislav Vučković. U Moskvu je stigla u rujnu, te šest mjeseci pohađala tečaj „Lenjinske škole”. Nalazila se u skupini jugoslavenskih komunista kojoj je glavni predavač bio Rodoljub Čolaković. Nakon završetka škole, kratko vrijeme se nalazila na praksi na Kavkazu. Tijekom boravka u Moskvi imala je prigodu upoznati se s Josipom Brozom i proučavati materijale sa Sedmog kongresa Kominterne, održanog u srpnju 1935. godine. Krajem 1935. je napustila SSSR i na putu za Jugoslaviju, kraće vrijeme je boravila u Beču gdje je tada bilo središte CK KPJ.
U prosincu 1935. došla je u Beograd, gdje se kratko zadržala, zbog straha od uhićenja, te ju je odmah potom CK KPJ uputio u unutrašnjost Srbije sa zadatkom da radi na organiziranju i jačanju Partijskih organizacija na terenu Kruševca, Niša, Kragujevca, Jagodine, Čačka i Užica. U Kruševcu, gdje se zaposlila kao tekstilna radnica, živjela je poluilegalno jer je bila prijavljena na djevojačko prezime. Tu je postala članicom Ujedinjenog radničkog sindikalnog saveza Jugoslavije (URSSJ) i ubrzo izabrana za predsjednika Sekcije tekstilnih radnika. Tijekom boravka u Kruševcu, aktivno je radila pri Mjesnom komitetu KPJ za Kruševac, kao i pri sindikalnoj organizaciji. Pored toga, sa Sretenom Žujovićem i Mirkom Tomićem, radila je i na stvaranju širokog „antifašističkog fronta narodne slobode”. Pod njihovim utjecajem, MK KPJ za Kruševac je 24. svibnja 1936. organizirao veliki narodni zbor, koji je održan unatoč policijskioj zabrani i pri čemu je došlo do sukoba sudionika zbora i policije. Nakon ovog zbora, Cana je napustila Kruševac i nakratko otišla u Beograd, odakle je prešla u Kragujevac. Politički utjecaj na Partiju i sindikat u Kruševcu, osjetio se naročito tijekom lipnja kada je organiziran štrajk krojačkih radnika i veliki štrajk radnica u tvornici sapuna „Merima”.
Po dolasku u Kragujevac, aktivno je radila na obnovi Mjesnog komiteta KPJ za Kragujevac, čijim je radom privremeno rukovodila sve do prosinca 1936. godine. Osim partijske i sindiklne aktivnosti, Cana je u Kragujevcu bila aktivna i u širokom spektru aktivnosti – u organiziranju Narodnog fronta i dragovoljaca za Španjolsku, kao i radu kulturno-umjetničkog društva „Abrašević” (KUD Abrašević), sportskog društva „Radnički”, organizacije „Crvenog krsta“ i dr. Bila je inicijator velikog „zbora za mir”, održanog 11. studenoga 1936. u organizaciji Sekcije žena Kragujevca. Sredinom 1936. godine, u Kragujevac je došao Sreten Žujović sa zadatkom CK KPJ da formira Oblasni komitet KPJ koji bi, pored Kragujevca, obuhvaćao i partijske organizacije Kraljeva, Čačka, Užica, Kruševca, Jagodine, Ćuprije, Paraćina i Svilajnca. Prvi članovi koje je uključio u taj komitet bili su Života Đurđević i Cana Babović, a početkom 1937. godine su im se pridružili: Moma Marković, Krsto Popivoda i Grga Jankes. U ovom komitetu Cana je bila zadužena za Partijske organizacije Kruševca i Kraljeva, gdje je često putovala.
U siječnju 1937. poslana je u Niš, gdje je kratko boravila, jer joj je već u veljači zaprijetila opasnost od uhićenja. Prigodom napuštanja Niša, bila je uhićena, ali je iskoristivši neopreznost agenta, koji ju je uhitio, uspjela pobjeći i ilegano se vratiti u Kragujevac. Po povratku je nastavila ilegalno djelovati u Oblasnom komitetu. Pošto je opasnost od Caninog uhićenja bila sve veća, CK KPJ ju je u svibnju – na prijedlog Sretena Žujovića – uputio u Sarajevo sa zadatkom da radi na obnovi Partijske organizacije. U Sarajevo je stigla u lipnju 1937. s lažnom legitimacijom na ime Zlate Dosković, tekstilne radnice iz Užica. Pošto nije bila poznata tamošnjoj policiji, mogla je slobodno živjeti i raditi, a bila je i politički aktivna.

#### Uhićenje i robija
Tijekom Caninog boravka u Sarajevu, u Kragujevcu je izbila policijska provala u kojoj je bio uhićen veliki broj članova KPJ. Među uhićenima, bio je i jedan od članova Okružnog komiteta – Života Đurđević, koji je uslijed policijskoga mučenja istražiteljima odao imena ostalih članova komiteta. Na taj način policija je saznala da se Cana nalazi u Sarajevu i tamo je otputovao Đorđe Kosmajac, agent beogradske policije koji je rukovodio njezinim uhićenjem 13. srpnja 1937. godine.
Nakon uhićenja, bila je vlakom i u pratnji agenata prebačena u Kragujevac gdje je bila zatočena i saslušavana u zgradi Vojnog zatvora. U dvije male specijalne samice, koje su bile bez prozora i svjetlosti, nalazili su se Krsto Popivoda i Cana Babović. I pored teškog mučenja koje su vršili policijski agenti, iz Beograda, Novoga Sada i Kragujevca (među kojima su bili Nikola Gubarev, Đorđe Kosmajac, Svetozar Vujković i Boško Bećarević koji je i vodio njihov slučaj), njih dvoje su uporno odbijali odati bilo kakve podatke. Cana je čak bila i suočena sa Životom Đurđevićem, koji ju je pred agentima savjetovao da i ona prizna i počne surađivati; ona je tvrdila da ga ne poznaje (nakon ovog suočenja, Života Đurđević je u svojoj ćeliji izvršio samoubojstvo). Policijsko mučenje je nastavljeno i kasnije – Cana i Krsto su još strašnije prebijani i mučeni žeđu, ali i dalje ništa nisu priznali. Cana Babović i Krsto Popović su, zbog ovog „herojskog držanja pred klasnim neprijateljem”, jedini nositelji malo poznatog Partijskog priznanja „Heroj šutnje”.
Iz Kragujevca su prebačeni u Beograd: prvo u zatvor Okružnog suda, potom u istražni zatvor Državnog suda za zaštitu države na Adi Ciganliji. Tamo su rujna 1937. sudjelovali u štrajku zatvorenika, zbog policijskoga mučenja inženjera Vladimira Kristana, koji je od posljedica batina oslijepio. Tijekom boravka u zatvoru na Adi Ciganliji bila je zatvorena s komunisticom Brainom Fos, s kojom se sprijateljila. Cana i Krsto Popivoda su pred Državni sud za zaštitu države izvedeni 21. siječnja 1938. godine s još 29 optuženih, a branio ih je odvjetnik Selimir Jevtić. Presuda je donesena 9. veljače i oni su osuđeni na dvije godine zatvora, dok je polovica ostalih optuženih bila oslobođena.
Robiju, u koju joj je bio uračunat i šestomjesečni boravak u istražnom zatvoru, izdržala je u ženskom odjeljenju zatvora u Požarevcu. S Canom, u zatvoru su tada boravile i druge političke zatvorenice koje su tada bile komunistice: Slavka Tasić, Jelena Mihailović, Zora Nikolić, Anka Gržetić i ine. Ubrzo po dolasku u zatvor, sudjelovala je u uspješnom trodnevnom štrajku zatvorenica u travnju 1938. godine. Iz zatvora je puštena u srpnju 1939. godine.

#### 1939. – 1941.
Nakon izlaska iz zatvora, Cana je bila protjerana u rodni Lazarevac, gdje se zadržala kraće vrijeme; potom je ilegalno otišla u Beograd. Tijekom njezinog boravka u zatvoru, početkom 1938. godine, bio je obnovljen rad Pokrajinskog komiteta KPJ za Srbiju; sekretar je bio Aleksandar Ranković. Odmah po dolasku u Beograd Cana je bila kooptirana u novo članstvo PK KPJ za Srbiju i vrlo aktivno nastavila Partijsku i revolucionarnu aktivnost. S Milanom Mijalkovićem, krajem 1939. i početkom 1940. godine, četiri mjeseca je boravila na području Kragujevca i sudjelovala u obanavljanju rada Oblasnog komiteta KPJ za Kragujevac. Potom je u razdoblju do listopada 1940. sudjelovala na više Okružnih partijskih konferencija u Čačku, Kruševcu, Zaječaru i drugim mjestima, gdje su birana nova rukovodstva. Svibnja 1940. godine sudjelovala je na Petoj pokrajinskoj konferenciji PK KPJ za Srbiju, održanoj u Beogradu, na kojoj je izabrana u članstvo Sekretarijata Pokrajinskog komiteta i delegata za Petoj zemaljskoj konferenciji.
Na Petoj zemaljskoj konferenciji KPJ, održanoj od 19. do 23. listopada 1940. godine u Dubravi, kod Zagreba, bila je birana prvo u Radno predsjedništvo, a potom za člana Centralnog komiteta KPJ (Cana Babović i Vida Tomšič su tada bile jedine žene među 22 člana CK KPJ). Kao član CK, vrlo aktivno je radila na sprovođenju odluka donesenih na Konferenciji. U veljači 1941. godine, u odsutnosti Aleksandra Rankovića, koji je bio povučen na Partijski rad u Zagreb, bila je izabrana za vršiteljicu dužnosti sekretara Pokrajinskog komiteta KPJ. Tada je na sjednici PK KPJ, održanoj 21. veljače 1941. na Čukarici, kojoj je nazočio i generalni sekretar KPJ, Broz, podnijela je referat „O organizacionom stanju KPJ u Srbiji”. U tom periodu, Cana je stanovala u Beogradu u Šumatovačkoj ulici, te vrlo aktivno surađivala s članovima Mjesnog komiteta KPJ za Beograd. Također, njezin stan je bio jedan od glavnih punktova PK KPJ za Srbiju i mjesto gdje su vrlo često održavani sastanci.
Aktivno je sudjelovala u narodnim prosvjedima, 27. ožujka 1941. godine u Beogradu; tako je osuđeno pristupanje Jugoslavije Trojnom paktu i pružena podrška državnom udaru. Cana je tada govorila okupljenim radnicima kod Vukovog spomenika i na Akademskom trgu (danas Studentski trg). Dva dana potom, 29. ožujka, sudjelovala je na sjednici PK KPJ za Srbiju, održanoj na Banovom brdu, kojoj je nazočio i generalni sekretar KPJ, Broz; tu je data ocjena stanja u zemlji i plan budućeg djelovanja.

### Narodnooslobodilačka borba

#### 1941. – 1942.
Šestotravanjsko bombardiranje i početak Travanjskoga rata, 1941. godine, Canu je zatekao u Beogradu. Još istog dana održan je sastanak, članova PK KPJ i MK KPJ za Srbiju (MK KPJ za Beograd); tu je odlučeno da se dio članstva uputi u razne krajeve Srbije i Crne Gore, s ciljem da sudjeluju u obrani zemlje a da drugi dio članstva ostane u Beogradu ali da dok traje bombardiranje prijeđe na periferiju. Cana se tada sa skupinom članova PK i MK uputila u selo Popović, ispod Kosmaja, gdje je nekoliko dana boravila u kući učitelja Milorada Markovića (otac Mome i Draže Markovića), koji se tada nalazio u zarobljeništvu. Za vrijeme boravka u Popoviću, nekoliko puta je odlazila u Beograd, gdje se sastajala s članovima KPJ koji su tamo ostali.
Poslije njemačke okupacije Beograda Cana se sa skupinom prijatelja vratila u grad i počela okupljati partijske kadrove i organizirati nov način djelovanja pod okupacijom. Polovicom travnja sudjelovala je na sastanku PK KPJ za Srbiju, gdje je raspravljano o novonastaloj situaciji i planiranomu djelovanju. Cana je tada uključena u rad Agitpropa i Vojnog komiteta, koji su bili formirani pri PK KPJ za Srbiju. Početkom svibnja, sudjelovala je u Zagrebu na savjetovanju članova CK KPJ, gdje su date smjernice za budući rad na pripremama za oružani otpor neprijatelju. Canina aktivnost, po povratku u okupirani Beograd, bila je vrlo živa – kao članica Agitpropa brinula je za rad tiskare PK KPJ za Srbiju i radila na organiziranju kurirske mreže kojom su Partijski materijali upućivani u unutrašnjost (Canin lični kurir tada je bila Zaga Malivuk); održavala je veze s Okružnim komitetima Čačka i Kragujevca, za čiji je rad bila zadužena pri PK; s još nekim članovima PK sastajala se s vođama opozicijskih stranaka oko njihovog uključivanja u Narodnooslobodilački pokret (NOP) i dr.
Canina aktivnost je, nakon njemačkoga napada na Sovjetski Savez, 22. lipnja, još više bila usmjerena na organiziranje oružane borbe. Krajem srpnja 1941. godine, s Đurom Strugarom, Milošem Matijevićem i Nenadom Parentom, organizirala je uspješnu akciju spašavanja Aleksandra Rankovića iz bolnice u Vidinskoj ulici (danas Ulica Džordža Vašingtona). Usporedno s aktivnošću u gradu, Cana je surađivala i s članovima CK KPJ i generalnim sekretarom KPJ, koji su tada boravili u Beogradu na pripremanju i organiziranju oružanog ustanka u Srbiji. Uspjela je da preko, jedne članice KPJ, stupi u kontakt s Jankom Jankovićem, šefom kartoteke Specijalne policije, preko kojeg je dobijala značajne informacije. To joj je bilo vrlo korisno u vrijeme tzv. „rujanske provale” u Partijsku organizaciju Beograda, koja je nastala uhićenjem Ratka Mitrovića i njegovim slabim držanjem pred policijom.
U ovoj policijskoj provali, tijekom rujna i listopada, bio je razbijen čitav Mjesni komitet KPJ za Beograd i uhićen velik broj članova KPJ. Cana se tada nalazila u vrlo teškoj situaciji, jer se morala danonoćno kriti od policije. Poslije Titove ocjene „da se iz Beograda više ne može rukovoditi ustankom” i poziva članovima PK KPJ za Srbiju da pređu na oslobođeni teritorij, Cana je, polovinom studenoga, sa skupinom drugova u kojoj su bili Milentije Popović, Anđa Ranković, Ljubinka Milosavljević, Vera Dimitrijević i Lepa Žujović, napustila Beograd. Preko naselja Aranđelovca, naselja Topole, planine Rudnika i naselja Čačka, stigla je do oslobođenoga mjesta Užice gdje se tada nalazio CK KPJ i Vrhovni štab i koje je tada bilo središte oslobođenog teritorija tzv. „Užičke republike”. Ubrzo po njezinom dolasku Užice su zauzeli Nijemci, a partizani su se povukli prema Sandžaku 1941. U razdoblju od prosinca 1941. do kraja siječnja 1942. godine, Cana je boravila u oslobođenoj Novoj Varoši; tu se nalazio i veći broj rukovodećih kadrova KPJ iz Srbije. Tu je radila na reorganizaciji partizanskih jedinica, koje su se povukle iz Srbije, kao i na rješavanju brojnih problema vojnopozadinske prirode. Zbog nove ofenzive, Cana je s partizanskim jedinicama prešla u Bosnu i došla u Čajniče, gdje je 1. ožujka 1942. formirana Druga proleterska udarna brigada. U ovoj jedinici ona je imala dužnost zamjenice političkog komesara i Partijske rukovoditeljice.
S Drugom proleterskom brigadom, Cana je, do sredine kolovoza 1942. godine, prešla borbeni put od Čajniča, preko istočne Bosne, Crne Gore i Hercegovine do Kupreškog polja. Tijekom teških borbi brigade, na sektoru Gacka, u lipnju 1942, organizirala je evakuaciju ranjenika iz sela Izgora. Bila je sudionicom sastanka Vrhovnog štaba sa Štabovima proleterskih brigada, 20. lipnja; tu je donesena odluka o pohodu u zapadnu Bosnu. Nakon bitke na Kupresu, u kojoj je i sama sudjelovala, u kolovozu 1942, Cana je povučena iz brigade i prešla na politički rad u CK KPJ, gdje se bavila radom na organiziranju Antifašističkog fronta žena (AFŽ).

#### 1943. – 1945.
Kretala se sa Vrhovnim štabom i CK KPJ, boraveći u Glamoču, Mliništu, Oštrelju, Bihaću i Bosanskom Petrovcu. Bila je članica Inicijativnog odbora AFŽ i inicijator pisma koje je CK KPJ uputio partijskim organizacijama obavještavajući ih o sazivanju Prve zemaljske konferencije žena. Na ovom radu aktivno je surađivala sa Mirom Moračom i Vandom Novosel. U oslobođenom Bihaću, 26. i 27. studenoga, sudjelovala je kao delegat na Prvom zasjedanju AVNOJ-a. Ubrzo potom, u oslobođenom Bosanskom Petrovcu, organizovala je Prvu zemaljsku konferenciju žena Jugoslavije, koja je održana od 6. do 8. prosinca. Na ovoj Konferenciji stvoren je Antifašistički front žena, koji je postao masovna antifašistička organizacija. Cana je na Konferenciji podnijela referat O organizacionim pitanjima AFŽ i bila izabrana za sekretara Glavnog odbora AFŽ. U Petrovcu ostala je sve do sredine siječnja 1943., kada je zbog otpočinjanja nove ofenzive s Vrhovnim štabom morala krenuti k jugu.
Tijekom Četvrte neprijateljske ofenzive – Bitka na Neretvi, od siječnja do ožujka 1943. godine, Cana se s članovima Vrhovnog štaba, CK KPJ i SKOJ-a, Izvršnog odbora AVNOJ-a, Centralnog odbora USAOJ-a i Glavnog odbora AFŽ-a, pod teškim borbama kretala od Bosanske krajine do Neretve. Skupinu istaknutih rukovoditelja NOP-a, u kojoj je bila i Cana, tada je predvodio Mihailo Švabić. Po završetku ofenzive, Cana je upućena u Prvu proletersku diviziju, koja je imala zadatak da se probije u Srbiju. Zbog otpočinjanja nove – Pete neprijateljske ofenzive – Bitka na Sutjesci, od ovog plana se odustalo i Cana je s ovom divizijom prošla kroz najteže borbe na Sutjesci. U kolovozu 1943. odlukom Vrhovnoga štaba bila je upućena na područje Like i Dalmatinske zagore da bi tamo politički radila sa ženema. S vijećinicima Hrvatske (v. ZAVNOH) i Slovenije, krajem studenoga 1943. je došla u oslobođeno Jajce, gdje je nazočila Drugom zasjedanju AVNOJ-a, kada je izabrana za članicu Predsjedništva AVNOJ-a.
U Jajcu se zadržala sve do ožujka 1944., kada je upućena u Dalmaciju, sa zadatkom da na području Osmog dalmatinskog korpusa politički djeluje u radu sa narodom, a prvenstveno ženama. Tamo je sa Duškom Brkićem i Jakovom Blaževićem sudjelovala na velikom broju sastanaka i konferencija – Partijskih organizacija, Štabova brigada i divizija, Narodnooslobodilačkih odbora i dr. Krajem travnja prešla je u oslobođeni Drvar, gdje je sve do njemačkog desanta, 25. svibnja, radila u redakciji lista Nova Jugoslavija. Za vrijeme desanta, nalazila se s članovima Vrhovnog štaba i CK KPJ, s kojima je potom avionom prebačena iz Kupreškog polja za Bari, a odatle na otok Vis. U lipnju 1944. nazočila je sastanku Josipa Broza s članovima PK KPJ i Glavnog štaba NOV i PO Srbije, gdje je odlučeno da se skupina vojno-političkih rukovoditelja NOP prebaci na oslobođeni teritorij južne Srbije i tamo radi radi cilja jačanja oružane borbe.
Početkom srpnja, sa skupinom istaknutih rukovoditelja NOP-a iz Srbije, među kojima su bili Blagoje Nešković, Moma Marković, Koča Popović i dr., Cana je brodom prebačena u Bari, a odakle avionom, u noći 10./11. srpnja, u selo Kosančić, kod Bojnika. Na terenu južne Srbije, ona je vrlo aktivno politički radila na stvaranju i jačanju organizacija Narodnooslobodilačkog pokreta, kao i pripremama za osnivanje ASNOS-a. U kolovozu je bila kooptirana u članstvo obnovljenog Glavnog NO odbora Srbije. Nakon prodora jedinica NOVJ u Srbiju i borbi za njeno oslobođenje, članovi vojno-političkog rukovodstva Srbije, među kojima je bila i Cana, stalno su mijenjali svoje središte – boravili su prvo u Niškoj Banji, Aranđelovcu, Kragujevcu i na kraju u oslobođenom Beogradu. Tu se Cana ponovno, nakon četiri godine, susrela s braćom, Životom i Boškom i sestrom Radmilom. Ubrzo potom, iz SSSR-a se vratio njezin 13-godišnji sin Vladimir.
U studenome 1944. sudjelovala je u zasjedanju Velike antifašističke skupštine narodnog oslobođenja Srbije, održane u slobodnom Beogradu. Potom je sudjelovala je u organiziranju Glavnog odbora AFŽ Srbije, na čijem je zasjedanju, 28. siječnja izabrana za prvu potpredsjednicu ove organizacije. U svibnju 1945. sudjelovala je i na Osnivačkom kongresu Komunističke partije Srbije, kada je izabrana za članicu Centralnog komiteta i predsjednicu Kadrovske komisije pri CK.

### Poslijeratna karijera
Poslije oslobođenja Jugoslavije, Spasenija Cana Babović je obavljala razne odgovorne društveno-političke funkcije u Socijalističkoj Republici Srbiji i Socijalističkoj Federativnoj Republici Jugoslaviji: 
- Državne funkcije:

Od 1946. do 1963. godine bila je ministrica u Vladi Narodne Republike Srbije, odnosno Izvršnom vijeću Socijalističke Republike Srbije. U Vladi Blagoja Neškovića, od 1946. do 1948., bila je ministrica rada, a u Vladi Petra Stambolića, od 1948. do 1953. ministrica zdravlja. U razdoblju od 1953. do 1963. bila je potpredsjednica Izvršnog vijeća, čiji su predsjednici bili Jovan Veselinov, Miloš Minić i Slobodan Penezić Krcun. Za narodnu zastupnicu Republičke i Savezne skupštine, bila je birana u razdoblju od 1945. do 1963. godine. Nakon odlaska u mirovinu 1963. godine, nastavila je biti, sve do smrti, članicom Sf SFRJ, od 1963.; članica Predsjedništva Savezne Republike Srbije, od 1974. godine.
- Društvene funkcije:

Bila je osnivačica i prva potpredsjednica Glavnog odbora AFŽ Srbije, predsjednica Centralnog odbora AFŽ Jugoslavije, članica Predsjedništva Glavnog odbora SSRN Srbije i Saveznog odbora SSRN Jugoslavije, članica Saveznog odbora SUBNOR Jugoslavije, članica Republičkog odbora SUBNOR Srbije i predsjednica Fonda „Dragojlo Dudić” pri SUBNOR-u Srbije.
- Političke funkcije:

Članica Centralnoga komiteta Saveza komunista Jugoslavije, bila je od 1940. do 1969. godine – birana je na Petoj zemaljskoj konferenciji (1940.), Petom (1948.), Šestom (1952.), Sedmom (1958.) i Osmom kongresu SKJ (1964.). Članica Centralnoga komiteta Saveza komunista Srbije, bila je od 1939. do 1968. godine – 1939. je bila kooptirana u članstvo Pokrajinskog komiteta KPJ za Srbiju (od PK KPJ za Srbiju je maja 1945. formirana KP Srbije), a za članicu Centralnog komiteta je bila birana na Prvom (1945), Drugom (1949.), Trećem (1954.), Četvrtom (1959.) i Petom kongresu SKS (1965.). Od 1945. do 1949. je bila predsjednica Kadrovske komisije pri CK KP Srbije, a izvesno vrijeme i članicom Izvršnog komiteta CK SK Srbije.
- Penzionerski dani

Iako je 1963. godine umirovljena, a potom se povukla iz aktivnog političkog života, kao istaknuti „revolucionar i politički radnik” nastavila je biti važna ličnost u političkom životu Srbije. Godine 1966., nakon Četvrtog plenuma CK SKJ i smjenjivanja Aleksandra Rankovića sa svih državnih i Partijskih funkcija, Cana Babović je 16. rujna na Šestoj sjednici Centralnoga komiteta Saveza komunista Srbije dala prijedlog da se Aleksandar Ranković isključi iz članstva Saveza komunista Jugoslavije. Ovaj prijedlog je prihvatio CK SKJ i to je učinjeno u listopadu iste godine.
Od 8. do 12. listopada 1972. godine sudjelovala je na nekoliko sastanaka koje je Broz održao sa najvšim rukovodstvom Saveza komunista Srbije i Socijalističke Republike Srbije. Na ovim sastancima osuđena je politika koju je vodio dio rukovodstva SK Srbije, a ubrzo potom njegovi čelni ljudi – Marko Nikezić i Latinka Perović su podijneli ostavke. Kao i 1966. godine i ovaj put Cana Babović je stala na stranu političke linije koju je predvodio Josip Broz.

### Smrt
Kao posljedica višegodišnjeg napornog ilegalnog partijskog rada, stravičnog mučenja u policiji 1937. godine, kao i napora tijekom Narodnooslobodilačkoga rata, zdravlje Cane Babović je počelo popuštati – 1969. je doživjela infarkt, a 1975. godine je oboljela od raka bubrega. S ovom opakom bolešću borila se sve do smrti 17. prosinca 1977. godine, na Vojnomedicinskoj akademiji (VMA) u Beogradu.
Povodom njezine smrti, najviše društveno-političke organizacije SR Srbije, među kojima – CK SK Srbije, Predsjedništvo SR Srbije, Skupština SR Srbije, SSRN Srbije, SUBNOR Srbije i ine. – izdale su zajedničko priopćenje. Kovčeg, s njezinim posmrtnim ostatcima, bio je izložen u Velikoj sali zgrade Predsjedništva SR Srbije, gdje su joj počast odavale brojne delegacije, kao i građani u mimohodu. Dan njezinoga pokopa, 20. prosinca, Izvršno vijeće SR Srbije proglasilo je danom žalosti na teritoriju Socijalističke Republike Srbije. Uz najviše državne i vojne počasti, pokopana je u središnjem dijelu Aleje zaslužnih građana na Novom groblju (2008. u isti grob je pokopan i glumac Milenko Zablaćanski).
O svom revolucionarnom radu objavila je nekoliko članaka, ali nikada nije htjela napisati memoare. U osmoj knjizi, Godišnjak grada Beograda iz 1961. godine, napisala je članak „Iz prvih dana narodnooslobodilačke borbe u Beogradu”; u drugoj knjizi, „Prilozi za istoriju socijalizma” (1970.), napisala je članak „Sjećanja na predratne dane”. Godine 1977., Institut za izučavanje radničkoga pokreta Srbije iz Beograda, objavio je knjigu Sjećanja drugarice Spasenije Cane Babović na ljude i zbivanja prije i u toku NOB-a, koja je nastala na osnovu njenih rukopisa.

## Odlikovanja i priznanja
Za svoj revolucionarni, ratni i društveno-politički rad – Spasenija Cana Babović je nagrađena mnogim priznanjima, takođe i inozemnim i jugoslavenskim odlikovanjima. Zbog „herojskog držanja pred klasnim neprijateljem” ona i Krsto Popivoda, jedini su nositelji malo poznatog partijskog priznanja „Heroj šutnje” koje su dobili od Komunističke partije Jugoslavije zbog toga što i bez obzira na okrutna mučenja nisu odavali informacije o ilegalnom partijskom radu. Također je bila dobitnicom Povelje „Crveni barjak slobode” Skupština opštine Kragujevac, „Zlatne plakete” Skupštine opštine Lazarevac, Povelje „Protiv nasilja i rata i za mir u svetu” Skupštine općine Kraljevo.
Bila je nositeljicom Partizanske spomenice 1941. i drugih jugoslavenskih odlikovanja, među kojima su Orden narodnog oslobođenja, Orden Republike sa zlatnim vijencem, Orden zasluga za narod sa zlatnim vijencem, Orden bratstva i jedinstva sa zlatnim vijencem, Orden zasluga za narod sa srebrnim vijencem i Orden za hrabrost. Osim ovih, bila je i nositeljicom tri najviša jugoslavenska odlikovanja, kojima ju je odlikovao predsjednik SFRJ, Josip Broz: Orden narodnog heroja, kojim je odlikovana 5. srpnja 1952. za zasluge tijekom Narodnooslobodilačke borbe; Orden junaka socijalističkog rada, kojim je odlikovana 3. srpnja 1963. za zasluge u uspostavljanju države Socijalistička Federativna Republika Jugoslavija (SFRJ); Orden jugoslavenske zvijezde s lentom, kojim je odlikovana 25. ožujka 1977. godine povodom 70. rođendana.

## Vidjeti također
- Žene u Narodnooslobodilačkoj borbi

## Reference
1. ↑  Partizanke - Žene u Narodnooslobodilačkoj borbi
2. 1 2 3 4 5 6 7 8  Enciklopedija Jugoslavije (1955). Zagreb: Jugoslovenski leksikografski zavod. I.
3. 1 2 3 4 5 6 7 8 9 10 11 12  Vojna enciklopedija (1970). Beograd. I.
4. 1 2 3 4 5 6 7 8 9 10 11 12 13 14 15 16 17 18 19 20 21 22 23 24 25 26 27 28 29 30 31 32 33 34 35 36 37 38 39 40 41  Narodni heroji Jugoslavije (1982). Ljubljana: Partizanska knjiga; Beograd: Narodna knjiga; Titograd: Pobjeda.
5. 1 2 3 4 5 6 7 8 9 10 11 12 13 14 15 16 17 18 19 20 21 22 23 24 25 26 27 28 29 30 31 32 33 34 35 36 37 38 39 40 41 42 43 44 45 46 47 48 49 50 51 52 53 54 55 56 57  Stanko Mladenović (1980). Spasenija Cana Babović. Beograd: Rad; Kragujevac: Svetlost.
6. ↑  Žene Srbije u NOB (1975). Beograd: Nolit.
7. ↑  Dragan Marković (1977). Otpisani. Beograd: Prosveta.
8. ↑  Srbija u Narodnooslobodilačkoj borbi (1964). Beograd: Prosveta, Nolit.
9. ↑  dobaheroja.page.tl
10. ↑  Danas: „Mira Marković i Danica Drašković kompromitovale žensko liderstvo”; 9. 10. 2009.; autorica: Ana Vuković
11. ↑  Vrijeme: „Autorke protiv supruga”[neaktivna poveznica]; 30. 7. 2009.; autor: Vladan Stošić
12. ↑  arhiva.glas-javnosti.rs: „Badža i Buha tri groba od Andrića”; 15. 6. 2002; autor: L. Mijić. Inačica izvorne stranice arhivirana 22. travnja 2022. Pristupljeno 17. siječnja 2022.
13. ↑  Jugoslovenski savremenci: Ko je ko u Jugoslaviji (1957). Beograd: Sedma sila.